# Willi Krämer (Fußballspieler)
Willi Krämer (* 9. Juli 1930; † unbekannt) war ein deutscher Fußballspieler, der von 1955 bis 1962 als Aktiver von Alemannia Aachen in der damals erstklassigen Fußball-Oberliga West 167 Ligaspiele absolviert und dabei 15 Tore erzielt hat. Der im damals überwiegend praktizierten WM-System zumeist als linker Außenläufer eingesetzte Mittelfeldspieler wurde im Jahr 1957 vom DFB zu einem Einsatz in der B-Nationalmannschaft berufen.

## Laufbahn

### 2. Liga West bei Düren 99, bis 1955
Willi Krämer spielte mit den Schwarz-Roten der SG Düren 99 von 1950 bis 1955 in der Zweitklassigkeit der 2. Liga West. Nach dem Aufstieg 1950 absolvierte der 20-Jährige in der ersten Saison in der 2. Liga West (Gruppe 2), 1950/51, als Stammspieler 29 Ligaspiele und erzielte elf Tore. Die Mannschaft von der Westkampfbahn belegte den 11. Rang. Unter anderem sammelte der Außenläufer neben dem späteren Nationalspieler Georg Stollenwerk und unter Trainer Fritz Langner fünf Runden Spielerfahrung in der 2. Liga West und kam dabei auf 131 Zweitligaeinsätze mit 17 Toren für Düren. Neben dem Ligabetrieb ragte noch das Pokalspiel am 2. August 1954 gegen den 1. FC Kaiserslautern heraus. Bei der 2:5-Heimniederlage vor 15.000 Zuschauern war der 1. FCK mit allen fünf Weltmeistern von 1954 in der Schweiz angetreten: Fritz Walter, Ottmar Walter, Horst Eckel, Werner Liebrich und Werner Kohlmeyer. Zur Saison 1955/56 unterschrieb Willi Krämer einen Vertrag beim Westoberligisten Alemannia Aachen und wechselte zu den Schwarz-Gelben vom Tivoli.

### Alemannia Aachen, 1955 bis 1962
Am 27. August 1955, bei einer 2:4-Auswärtsniederlage bei Preußen Dellbrück, debütierte der Neuzugang für Aachen in der Oberliga West. Er lief auf seiner angestammten Position als linker Außenläufer auf. Nach der Hinrunde hatte das Team von Trainer Georg Knöpfle 21:9 Punkte gesammelt. Krämer gehörte auf Anhieb an der Seite von Mitspielern wie Helmut Schiffer (Torhüter), Johannes Coenen, Herbert Metzen, Gerhard Richter und Fred Jansen zu den Leistungsträgern in der Defensive. Krämer und Kollegen schlossen die Runde mit 41:19 Punkten ab und landeten punktgleich mit Vizemeister FC Schalke 04 auf dem dritten Rang. Hauchdünn verpasste Krämer mit der Alemannia, er hatte alle 30 Ligaspiele absolviert und drei Tore erzielt, damit den Einzug in die Endrunde um die deutsche Fußballmeisterschaft. In seiner zweiten Saison, 1956/57, belegte seine Mannschaft den fünften Rang und er hatte in wiederum 30 Ligaspielen vier Tore erzielt.
Das dritte Krämer-Jahr begannen die „Kartoffelkäfer“ 1957/58 erfolgreich: Nach neun Spieltagen hatte Aachen 18:0 Punkte auf dem Konto und führte die Tabelle an. Die Hinrunde beendete die Alemannia mit 23:7 Punkten als Herbstmeister, mit einem Punkt Vorsprung auf Schalke 04. In der Rückrunde verlor das Knöpfle-Team am 9. Februar 1958 mit 0:4 bei Schalke 04 und am Rundenende landete man auf dem 3. Rang. Wiederum hatte der kontinuierlich seine Leistung abrufende Willi Krämer alle 30 Ligaspiele (3 Tore) bestritten und dabei im Defensivverbund nur 38 Gegentreffer zugelassen. Die Offensive um Jupp Martinelli, Herbert Krisp, Michael Pfeiffer und Matthias Roßbach konnte sich dagegen mit 47 Rundentreffern nicht mit den torgefährlichsten Angriffsreihen (Schalke und der 1. FC Köln: jeweils 74 Tore) in der Oberliga West messen. Unter Knöpfle-Nachfolger Béla Sárosi sank Aachen 1958/59 mit dem 10. Rang in das hintere Mittelfeld ab. Krämer versäumte in der vierten Runden in Folge aber kein Ligaspiel (30-1); von 1955 bis 1959 konnte er 120 Oberligaeinsätze vorweisen. In den letzten drei Runden bei Aachen konnte er diese Bilanz nicht mehr erreichen; es kamen bis 1962 noch 47 Oberligaspiele mit vier Toren hinzu. Um die ersten Tabellenplätze spielte Aachen in den letzten Jahren der alten erstklassigen Oberliga aber nicht mehr. Mit dem Spiel am 31. März 1962 bei Preußen Münster (1:3) endete seine Laufbahn in der Oberliga West.

### Auswahlberufungen
Am 15. Dezember 1957 gewann Krämer mit Aachen in der Oberliga West 3:0 gegen Fortuna Düsseldorf und die Alemannia führte mit 27:7 Punkten die Tabelle an. Am 21. Dezember stand der Mann aus Düren in der deutschen B-Nationalmannschaft, der in Budapest ein 2:2 Remis gegen Ungarn gelang. Vor Torhüter Günter Sawitzki bildete er zusammen mit Karl Borutta und Hermann Laag die deutsche Läuferreihe. Vereinskollege Pfeiffer erzielte beide Treffer der DFB-Elf. Weitere Auswahleinsätze für Krämer folgten nicht mehr.

### Ausklang als Amateur in Düren
Krämer kehrte zur Saison 1962/63 zur SG Düren in die Verbandsliga Mittelrhein zurück. Zweimal konnte er mit den Schwarz-Roten die Meisterschaft feiern: 1962/63 und 1965/66. Nach seiner Spielerlaufbahn war der Obst- und Gemüsegroßhändler bei SW Düren und Borussia Buir als Trainer tätig.